# Clinosperma
Clinosperma é um género botânico pertencente à família Arecaceae.
1. ↑  «Clinosperma — World Flora Online». www.worldfloraonline.org. Consultado em 19 de agosto de 2020